# Sint-Janscollege (Poperinge)
Het Sint-Janscollege is een gemengde katholieke school in Poperinge. Ze is ontstaan in 2001. Sedert 2003 worden alle lessen gegeven in de gebouwen op het Burgemeester Bertenplein.

## Geschiedenis
Het Sint-Janscollege zelf bestaat nog niet lang, maar de schoolgroepen die aan de basis lagen zijn al ouder. Enerzijds was er het Sint-Stanislascollege voor de jongens, anderzijds was er het Sint-Franciscusinstituut voor de meisjes.

### Sint-Stanislascollege
In 1657 begonnen de paters Recolletten met een "Latijnse school". Hun klooster lag in de Gasthuisstraat. Tijdens de Franse Revolutie (1789) werden de paters verjaagd en keerden ze niet meer terug. Het waren de paters zelf die lesgaven. In 1834 vestigde het college zich op de plaats waar het nu nog altijd is. In 1853 kreeg het de naam Sint-Stanislascollege. Tot 1989 konden alleen jongens naar het college.

#### Bekende oud-leerlingen
- Christof Dejaegher, politicus
- Johan Vande Lanotte, politicus

### Sint-Franciscusinstituut
De geschiedenis van het Sint-Franciscusinstituut gaat terug tot de 15de eeuw. De zusters Penitenten verpleegden eerst zieken, later gaven ze ook les. In het begin kon er op de school alleen handel gevolgd worden, maar sedert 1959 konden de meisjes daar ook moderne- en oude humaniora volgen. Tot 1989 konden alleen meisjes naar het Sint-Franciscusinstituut gaan.